# 乳制品用盐
乳制品用盐是用来增加食品风味并充当食品防腐剂的一种用于准备黄油和奶酪产品的盐制品。乳制品用盐有着不同的质量和纯度，其中最为纯净的种类可以用来食用。早在1890年代，英格兰和美国就已经开始使用乳制品用盐。在黄油的准备中，乳制品用盐起着保持水分的作用；而在奶酪的准备中，则用来减少水分并减缓奶酪成熟的速度。

## 使用

### 黄油
乳制品用盐用来保持黄油制品的水分，增加重量，增加风味，并作为防腐剂和抗菌剂，这能有效阻止细菌污染。

### 奶酪
奶酪的准备过程中使用到乳制品用盐。它可以增加奶酪的风味，倾向于降低奶酪中的水分含量，这会影响到奶酪的成熟过程。使用的不纯的乳制品用盐可能使奶酪变苦，从而降低价值。在奶酪中使用过多的盐会对其味道产生不利影响，最终质地干燥。